# لقمه‌ماهی معمولی
لقمه‌ماهی معمولی (نام علمی: Dasyatis pastinaca) نام یک گونه از تیره پوماهی است.